# 卡斯塔尼亚尔德沃尔
卡斯塔尼亚尔德沃尔，是西班牙埃斯特雷马杜拉卡塞雷斯省的一个市镇。总面积147平方公里，总人口1298人（2001年），人口密度9人/平方公里。